# Wolfgang Weber
Pour les articles homonymes, voir Weber.
Wolfgang Weber, né le 26 juin 1944, est un footballeur puis entraîneur allemand. Il joue au poste de défenseur central comme stoppeur, du début des années 1960 à la fin des années 1970. Son surnom était " Bulle " (taureau en allemand).

## Biographie

### En club
Wolfgang Weber naît avant la fin de la deuxième guerre mondiale en Poméranie, actuellement Sławno en Pologne (Schlawe en allemand). Après la guerre sa famille s'installe à Porz à côté de Cologne. A l'âge de 10 ans il commence le football au SpVg Porz, il sera détecté lors d'un match par Zlatko Čajkovski qui le fait venir au 1. FC Cologne.
De 1963 à 1978, Wolgang Weber fera toute sa carrière au FC Cologne, disputant un total de 356 matchs et marquera 21 buts. Il est titulaire indiscutable tout au long de sa carrière en défense centrale ou au milieu du terrain. Connu pour ses tacles et sa combativité, on le surnomme Bulle, le taureau.
Lors du match d'appui contre Liverpool en quart de finale de la Coupe des clubs champions européens 1964-1965, les deux premières rencontres s'étaient achevées sur un score nul et vierge, il fallait départager les deux clubs à Rotterdam. Lorsque Liverpool mène 1 à 0, Wolfgang Weber subi une fracture du péroné il restera sur le terrain tout le match, en ce temps il n'y avait plus de possibilité de remplaçant, la rencontre se termine sur le score de 2 à 2, Liverpool se qualifiera pour les demi-finales, au tirage au sort.
Avec son club, Wolfgang Weber gagnera deux championnats, sera vice-champion trois fois, remportera trois Coupe d'Allemagne et disputera trois autres finales. 
En janvier 1977, on diagnostique chez Wolgang Weber une myocardite, qui nécessite une hospitalisation, il dispute son dernier match pour Cologne le 22 janvier 1977 contre Rot-Weiss Essen, puis devient de suite entraineur assistant et chargé de la détection de joueurs pour son club. Officiellement sa carrière de joueur se termine en 1978.
Le 25 octobre 1978, il joue son match d'adieu en compagnie de son ami Hannes Löhr contre l'Équipe de RFA.

### En équipe nationale
Ce défenseur central aux 53 sélections en équipe d'Allemagne reste célèbre pour avoir marqué le but égalisateur à 2-2 à la dernière minute de la finale de la coupe du monde 1966 contre l'équipe d'Angleterre, qui s'imposera finalement 4-2 dans les prolongations. Il participe aussi à la Coupe du monde de football 1970 au Mexique où l'Allemagne termine à la 3e place, il rentrera en jeu que lors d'un match de poule et sera titulaire lors de la petite finale contre l'Uruguay, remplaçant Franz Beckenbauer qui s'était blessé à l'épaule lors du match du siècle.

### Après carrière
Wolfgang Weber qui avait commencé des études à l'université allemande du sport de Cologne avant 1970, interrompues à cause de sa participation à la Coupe du monde, y retourne après sa carrière de joueur, il sera également représentant pour la marque Adidas de 1980 à 1993. Il s'engage dans l'organisation Special Olympics pour organiser des concours pour les personnes ayant une déficience intellectuelle. Pour cela il sera décoré de l'Ordre du Mérite de la République fédérale d'Allemagne en 2011.
Il sera entraineur au Werder Brême à partir du 1er juillet 1978, la première saison il termine à la 11e place, la saison suivante, le 29 janvier 1980 le club étant à la 15e place il est licencié. Le club terminera à l'avant dernière place en fin de saison et sera relégué en deuxième division la première fois de son histoire.

## Vie privée
Wolfgang Weber est passionné de nature et écologiste, il contribue à entretenir et nettoyer bénévolement la ville de Porz et les berges du Rhin.

## Palmarès
- Champion d'Allemagne en 1964 et 1978 avec le 1. FC Cologne.
- Vice-champion d'Allemagne en 1963, 1965 et 1973 avec le 1. FC Cologne.
- Vainqueur de la Coupe d'Allemagne en 1968, 1977 et 1978 avec le 1. FC Cologne.
- Finaliste de la Coupe d'Allemagne en 1970, 1971 et 1973 avec le 1. FC Cologne.

- Vice-champion du Monde en 1966 avec la RFA.
- Troisième de la Coupe du monde en 1970 avec la RFA.